# 島根県道258号草野横田線
島根県道258号草野横田線（しまねけんどう258ごう くさのよこたせん）は、島根県安来市から仁多郡奥出雲町に至る一般県道である。

## 概要
安来市伯太町草野から仁多郡奥出雲町横田に至る。
島根県道・鳥取県道9号安来伯太日南線から国道432号をつなぐ区間と、国道432号から島根県道・鳥取県道107号横田伯南線をつなぐ区間の二つの異なる性格の路線を一つにするかたちで構成されている。狭い山道の区間が多いが、島根県道274号東比田布部線交点から国道432号交点までの区間は、両側2車線が確保されている。また、起点から島根県道274号東比田布部線交点の間でも、（主に安来市広瀬町東比田地内で）拡幅が進められている。

### 路線データ
- 起点：島根県安来市伯太町草野（島根県道・鳥取県道9号安来伯太日南線交点）
- 終点：島根県仁多郡奥出雲町横田（国道314号交点）

## 路線状況

### 重複区間
- 国道432号（安来市広瀬町梶福留 - 安来市広瀬町西比田）
- 島根県道・鳥取県道107号横田伯南線（仁多郡奥出雲町大呂 - 仁多郡奥出雲町横田）

## 地理

### 通過する自治体
- 島根県
  - 安来市 - 仁多郡奥出雲町

### 交差する道路
| 交差する道路                                   | 市町村名 | 市町村名 | 交差する場所 | 交差する場所 |
| ---------------------------------------------- | -------- | -------- | ------------ | ------------ |
| 島根県道・鳥取県道9号安来伯太日南線            | 安来市   | 安来市   | 伯太町草野   | 起点         |
| 島根県道274号東比田布部線                      | 安来市   | 安来市   | 広瀬町東比田 |              |
| 国道432号 重複区間起点                         | 安来市   | 安来市   | 広瀬町梶福留 |              |
| 国道432号 重複区間終点                         | 安来市   | 安来市   | 広瀬町西比田 |              |
| 島根県道・鳥取県道107号横田伯南線 重複区間起点 | 仁多郡   | 奥出雲町 | 大呂         |              |
| 鳥取県道・島根県道108号印賀奥出雲線            | 仁多郡   | 奥出雲町 | 大呂         |              |
| 島根県道・鳥取県道107号横田伯南線 重複区間終点 | 仁多郡   | 奥出雲町 | 横田         |              |
| 国道314号                                      | 仁多郡   | 奥出雲町 | 横田         | 終点         |

### 沿線
- 安来市役所 比田出張所
- 安来市立比田小学校
- 比田郵便局
- 奥出雲町役場 横田庁舎

### 峠
- 市原峠（安来市 - 仁多郡奥出雲町）